# STX7
STX7 (англ. Syntaxin 7) – білок, який кодується однойменним геном, розташованим у людей на короткому плечі 6-ї хромосоми. Довжина поліпептидного ланцюга білка становить 261 амінокислот, а молекулярна маса — 29 816.
| 10         |  | 20         |  | 30         |  | 40         |  | 50         |
| ---------- |  | ---------- |  | ---------- |  | ---------- |  | ---------- |
| MSYTPGVGGD |  | PAQLAQRISS |  | NIQKITQCSV |  | EIQRTLNQLG |  | TPQDSPELRQ |
| QLQQKQQYTN |  | QLAKETDKYI |  | KEFGSLPTTP |  | SEQRQRKIQK |  | DRLVAEFTTS |
| LTNFQKVQRQ |  | AAEREKEFVA |  | RVRASSRVSG |  | SFPEDSSKER |  | NLVSWESQTQ |
| PQVQVQDEEI |  | TEDDLRLIHE |  | RESSIRQLEA |  | DIMDINEIFK |  | DLGMMIHEQG |
| DVIDSIEANV |  | ENAEVHVQQA |  | NQQLSRAADY |  | QRKSRKTLCI |  | IILILVIGVA |
| IISLIIWGLN |  | H          |  |            |  |            |  |            |

A: Аланін

C: Цистеїн

D: Аспарагінова кислота

E: Глутамінова кислота

F: Фенілаланін

G: Гліцин

H: Гістидин

I: Ізолейцин

K: Лізин

L: Лейцин

M: Метіонін

N: Аспарагін

P: Пролін

Q: Глутамін

R: Аргінін

S: Серин

T: Треонін

V: Валін

W: Триптофан

Кодований геном білок за функцією належить до фосфопротеїнів. 
Задіяний у таких біологічних процесах, як ацетилювання, альтернативний сплайсинг. 
Локалізований у мембрані, ендосомах.